# L'Estaque (Braque, AM 1982-98)
Pour les articles homonymes, voir L'Estaque.
L'Estaque est un tableau peint par Georges Braque en octobre 1906. Cette huile sur toile fauve représente une route de L'Estaque. Elle est conservée au musée national d'Art moderne, à Paris.